# Arsénolamprite
L'arsénolamprite est un corps chimique simple semi-métal de formule As, une espèce minérale de la catégorie des éléments natifs correspondant à l'arsenic de maille orthorhombique. Il s'agit du principal dimorphe de l'arsenic natif trigonal ou pseudo-rhomboèdrique. Il contient assez fréquemment plus que des traces de bismuth ou d'antimoine, mais aussi des traces de soufre, de fer et d'argent...
Ce minéral très rare et brillant, fragile et cassant, plus tendre et moins dense que l'arsenic natif, gris noir à noir opaque et de lustre métallique, est caractéristique des roches carbonatées et des veines de calcites.

## Historique de l'appellation et géotype
Il s'agit d'un terme composé qui qualifie le minéral arsenic, par l'adjonction de λαμπρός ("lampros") signifiant brillant. Il se nommait d'ailleurs en allemand der Arsenglanz ou en anglais arsenic glance.
Sa première description par le minéralogiste Breithaupt avec le terme Arsenik-Glanz se place juste avant 1823. Elle a été validée par la communauté minéralogiste officiellement en 1886, Carl Hintze (en)  proposant la dénomination acceptée.
La localité type est le puits 46 de la  mine ou fosse dénommée Grube Palmbaum, à Gehringswalde, près de Marienberg dans l'Erzgebirge en Saxe, Allemagne.
En 1874, le minéralogiste Frenzel (en) rapporte que Breithaupt avait bel et bien observé de l'arsénolamprite dans les mines de Sainte-Marie-aux-Mines, par ailleurs riches en arsenic natif.

## Cristallographie et cristallochimie
Dans la classification de Strunz ou celle de Dana, elle forme un groupe avec l'autre dimorphe de l'arsenic natif, la pararsénolamprite (it).

## Propriétés physiques et chimiques
Les surfaces inaltérées sont brillantes à reflet métallique. L'oxydation à l'air le recouvre rapidement d'un enduit noir.
Chauffé sur le charbon ou en tube à essai, il se volatilise sans fondre, en dégageant une forte odeur piquante d'ail et en colorant la flamme en bleu ; Il couvre le charbon d'un enduit blanc d'acide arsénieux, ou plus précisément en cristaux blancs homogènes d'arsénolite As2O3 qui se volatilise seulement au feu réducteur.
L'arsenic ne fond pas à pression atmosphérique, mais se volatilise à 450 °C. La fumée blanche a une forte odeur alliacée. Elle est hautement toxique.
L'arsenic sent l'ail quand on le broie. Un chauffage rapide permettant une sublimation libère encore plus de vapeur alliacée, en réalité des moles de molécules As4, qui forme la variété allotropique alpha α dite métallique, de masse molaire avoisinant 299,64 g/mol. Il existe deux autres variétés allotropiques As4 β noir amorphe et As4 γ jaune cubique, de basses densités respectivement 4,7 et 2 à 20 °C.

### Analyse, distinction
L'analyse d'échantillons d'arsénolamprite révèle de l'arsenic très pur, mais aussi parfois la présence fréquente de bismuth, parfois jusqu'à des teneurs supérieures à 3 % comme pour l'arsénolamprite massive de la mine chilienne d'Alàcran.
L'éclat métallique, l'évolution des couleurs à la cassure facile sur le plan de clivage, l'opacité, la trace noire, la densité, l'odeur d'ail permettent un premier diagnostic.
La pyrite commune et la marcasite sont plus dures. La galène montre un excellent clivage selon le cube.

### Toxicologie
L'arsenic est un poison violent. Comme sa poussière imprègnent facilement la peau, les mains et les muqueuses, il doit être manipulé avec des gants dans des endroits sécurisés, hors de la portée des novices et des enfants.
Comme il est susceptible de former des dérivés minéraux solubles dans l'eau, le risque d'empoisonnement est élevé.

## Gîtes et gisements
L'arsénolamprite est incluse en plaquettes ou petites veines dans les formations de roches carbonatées, voire reparties ou insérées dans les veines de calcite.
Elle est souvent observée avec du bismuth natif et de l'arsénolite.
Association :
Arsenic natif, bismuth natif, des sulfures métalliques comme la galène, l'arséniure de fer ou löllingite, des sulfures d'arsenic comme l'orpiment ou le réalgar, la pyrite, la safflorite, l'argent natif, la sternbergite (de), l'emplectite, mais aussi le quartz et surtout la calcite, également l'arsénolite (par oxydation), voire l'antimoine natif et le cuivre natif.

### Gisements relativement abondants ou caractéristiques
- Albanie
- Allemagne

Mackenheim, Odenwald (dans les veines de calcite)
Marienberg ou veine minière Hartenstein, Erzgebirge, Saxe
Schweisweiler, Rhénanie-Palatinat
Mine de Wittichen, Forêt-Noire
- Australie
- Autriche
- Belgique
- Bolivie
- Bulgarie
- Canada
- Chili

mines de Tierra Amarilla ou encore mine Alacrán (Ag–As–Sb), District de la Grande Pampa, district de Copiapó, désert d'Atacama
- Chine
- Espagne
- États-Unis

Mine Goldstrike, district minier de Lynn, comté Eureka, Nevada
- Finlande
- France

filons saint Jacques ou du Gabe-Gottes au Rauenthal, parties des anciens filons métallifères des mines de Sainte-Marie-aux-Mines, département du Haut-Rhin en Alsace.
- Grande-Bretagne
- Grèce
- Hongrie
- Irlande
- Italie
- Japon
- Kazakhstan
- Kirguizstan
- Madagascar
- Malaisie
- Maroc
- Mexique

mines d'argent de Batopilas, district Andres del Rio, Chihuahua
Río Moctezuma, Sonora
- Mongolie
- Norvège

anciennes mines d'argent de Kongsberg, Svene, Flesberg, comté de Buskerud
- Nouvelle-Zélande
- Ouzbékistan
- Pérou

mine Huallapón mine, Pasto Bueno, province d'Ancash
- Pologne
- Portugal
- Roumanie
- Russie
- Serbie
- Slovaquie
- Suède
- Suisse

Carrière de Lengenbach, Binntal, Valais
- Tadjikistan
- Tchéquie

Mine Čherny Dŭll (veinules dans la roche carbonatée), Krkonoše, Montagne des Géants
Jáchymov (Joachimsthal)
- Ukraine

## Usages
Matière rare de même usage en principe que l'arsenic natif, mais surtout minéral de collection.